# 이대희
이대희(李大喜, 1974년 4월 26일 ~ )는 전 축구 선수이다.

## 클럽 경력
부천 SK (현 제주 유나이티드), 포항 스틸러스에서 활약했던 축구 선수이다. 포지션은 골키퍼이다.
한편, 1996년 12월 13일 열린 1997 K리그 드래프트에서 부천 SK에 2순위로 지명되었으나 샤샤 박동우 등에게 밀려 주전 자리를 차지하지 못 하였다.
결국 1998년 시즌 뒤 군에 입대했으며 군 복무 중이던 2000년 말 포항 스틸러스 소속이던 김한윤과의 맞트레이드로 포항으로 이적하였고 2001년 4월 제대 후 포항에 입단하여 김병지, 조준호 등과 주전 경쟁을 하였지만 여기에서 밀려 2003년 시즌 뒤 은퇴했다.

## 국가대표팀 경력
1996년 하계 올림픽 축구 종목에 출전하였다.